# L’Étage
L’Étage (dt.: „das Stockwerk“) ist eine Siedlung im Nordosten des Inselstaates Grenada in der Karibik. 

## Geographie
Der Ort liegt im Parish Saint Patrick am Nordhang des Berges Barique oberhalb von Mount Rose.